# 藤江じゅん
藤江じゅん（ふじえ じゅん、1965年-）は日本の児童文学作家。千葉県出身。東京都在住。2001年、「五本目のろうそく」で第2回グリム童話賞優秀賞を受賞。『冬の龍』で2004年、第10回児童文学ファンタジー大賞奨励賞・2007年、第17回椋鳩十児童文学賞を受賞。法政大学中退。

## 作品リスト
- 冬の龍（2006年10月 福音館書店）《絵:GEN》[注 2]
- タイムチケット（2009年4月 福音館書店）《絵:上出慎也》[注 3]
- 時計塔のある町（2010年5月 角川書店）
- オバケたんてい（2013年3月 あかね書房）《絵:吉田尚令》[注 4]

### サッカク探偵団シリーズ
《絵:ヨシタケシンスケ》
- あやかし月夜の宝石どろぼう（2015年7月 KADOKAWA）[注 3]
- おばけ坂の神かくし（2015年12月 KADOKAWA）[注 3]
- なぞの影ぼうし（2016年7月 KADOKAWA）[注 3]

### アンソロジー
「」内が藤江じゅんの作品
- 放課後の会談8 3分の1の魔法（2010年3月 偕成社）「赤いペンケース」[注 3]
- ねこの魔法使い マジカル★ストリート1（2011年2月 偕成社）「はやく呪文を!」《絵:カタノトモコ 下平けーすけ》[注 5]
- ハロウィーンの魔女 マジカル★ストリート6（2012年2月 偕成社）「なぞなぞ時間旅行」《絵:カタノトモコ 黒須高嶺》[注 5]
- 迷宮ヶ丘4丁目 身がわりバス（2013年3月 偕成社）「七つの石」《絵:丹地陽子》[注 2]
- 迷宮ヶ丘9丁目 友だちだよね?（2014年3月 偕成社）「十二ページ目の少年」《絵:ナカライカオル》[注 2]

### 雑誌
- 日本児童文学（2016年7-8月号 小峰書店）「キエノさん」《絵:新井由木子》

## メディア・ミックス

### 書評掲載
- 冬の龍/福音館書店刊（朝日新聞 2006年11月26日）
- タイムチケット/福音館書店刊（産経新聞 2009年6月28日）